# Омало (Панкисское ущелье)
Омало (груз. ომალო, чечен. Уамал) — село в Ахметском муниципалитете Грузии.
Населено кистинами.

## География
Село расположено в Панкисском ущелье, на северо-востоке Грузии, на правом берегу реки Алазани, к северо-востоку от города Ахмета.
Ближайшие населённые пункты: на западе — село Биркиани, на юго-западе — село Джоколо, на юге — село Думастури.

## Название
Не поддаётся этимологии с грузинского языка. Существует версия, что село получило название по имени человека, основавшего селение, но эта версия не находит никакого подтверждения. Считается, что наименование аула связано с родом деятельности местного населения — выращиванием льна. Уамал-юрт: «уамал» — лён и «юрт» — поселение; то есть, место, где растёт лён.

## История
По преданию село основано двумя чеченцами (кистинцами) из тайпа хилдехарой. К середине 20 века в селе насчитывлось 148 чеченских семейств, в основном хилдехарой, хачарой и несколько домов малхий.

## Население
Сведения о населении Омало:
| Год  | Семейств | Жителей |
| ---- | -------- | ------- |
| 1860 | 11       | 51      |
| 1886 | 40       | 219     |
| 1887 | 93       | 456     |

Селение состоит из нескольких кварталов:
Пхакоч (чечен. Пхьакоча) — возвышенная часть селения, от чечен. пхьа — селение в горах, чечен. кач — верх;
Пхадйук (чечен. Пхьадйуккъо) — центральная часть, от чечен. пхьа и чечен. йукъ — центр, квартал;
Пхадйух (чечен. Пхьадйуххие) — нижняя часть, от чечен. пхьа и чечен. йуххие, йух — низ.

## Тайповый состав
Майстой (чечен. мӏайстой)
Хилдехарой (чечен. хилдехьарой)